# Wieczrik
Wieczrik (ros. Вечрик) – wieś w Rosji, w Dagestanie, w rejonie tabasarańskim. W 2010 liczyła 292 mieszkańców.